# Карбункул (мифология)
Карбункул (исп. Carbunclo, Carbunco или Carbúnculo) — вид мифологических мелких животных в южноамериканском фольклоре, в частности, в фольклоре шахтёров северного Чили. Считается «хранителем металлов».

## Описание
Описания внешнего вида карбункула варьируются от светящейся маленькой собаки, сверкающей белки или кошки с люминесцентным подбородком до люминесцентного двустворчатого моллюска или летающего зеленовато-красного огонька, напоминающего светлячка. При этом общим отличительным признаком для всех карбункулов является наличие в голове камня (иногда драгоценного), излучающего яркий свет. По легенде, этот камень, будучи извлечённым из головы карбункула, способен приносить своему владельцу удачу и богатство. Карбункул обладает очень хорошим слухом и крайне осторожен, в связи с чем его практически невозможно не только поймать, но и увидеть.
По утверждению Хорхе Луиса Борхеса, миф о карбункуле возник среди испанских конкистадоров в XVI веке. При этом никто из них никогда не видел карбункула настолько близко, чтобы определить, хотя бы, птица это или зверь. Священник Барко Сентенера утверждал, что смог наблюдать это животное в Парагвае. В поэме «Аргентина и покорение Рио-де-ла-Платы» он описывал его как «небольшого зверька с блестящим зеркальцем на голове, похожим на пылающий уголь». Другой конкистадор, Гонсало Фернандес де Овьедо, якобы видел карбункула в Магеллановом проливе: исходящий от животного сияющий в темноте свет он объяснил блеском драгоценного камня, и отождествил его с драгоценным камнем, спрятанным в мозге дракона.
Позднее карбункула описывали, как животное размером с крота, снабжённое панцирем, покрывающим всю верхнюю часть тела, и живущее в норах и подземных пещерах, рядом с неисследованными залежами золота и серебра — металлов, которые составляют его пищу.
В части легенд карбункул появляется ночью в день зимнего солнцестояния в Южном полушарии (конец июня). Тот, кто увидит его, может с помощью довольно сложного ритуала (включающего в себя участие старухи-вдовы, копание земли двумя разными лопатами в разное время суток и многократное бросание чёрного кота в разрытую яму) обрести клад, который скрывает под землёй карбункул. При этом, если охотник за сокровищами проявит какие-либо признаки страха, сокровище превратится в камень, а если ритуал будет соблюдён неверно, охотник за сокровищами умрёт в результате отравления вредными газами, выделяемыми из-под земли.

## Упоминания в современной культуре
• В бестиарии Хорхе Луиса Борхеса «Книга вымышленных существ».
• В игре Puyo Puyo Fever 2 для PlayStation 2, а также в серии игр Final Fantasy, карбункул — редкий монстр, обладающий особо ценными предметами.
• Сейблай — редкий покемон со светящимися глазами-камнями. Населяет пещеры и шахты, питается кристаллами.